# Barlauf
Barlauf ist ein Freiluftspiel, das in Deutschland durch die Turnbewegung bis in die erste Hälfte des 20. Jahrhunderts verbreitet war. Heutzutage wird es nur noch von wenigen Vereinen und Verbindungen gespielt. Barlauf ist ein Mannschaftsspiel, das Schnelligkeit, Reaktionsvermögen, Taktik und Überblick erfordert.

## Geschichte
Die Ursprünge des Barlaufs gehen bis in das 16. Jahrhundert zurück. Der Name kommt aus dem Französischen (zu den Grenzlinien laufen). Auf den Deutschen Turnfesten von 1885 bis 1913 wurde Barlauf als Turnspiel ausgetragen.

## Ablauf
Die beiden Mannschaften stehen sich hinter den beiden kurzen Seiten, den Grundlinien, eines rechteckigen Feldes gegenüber. Die langen Seitenlinien dürfen nicht übertreten werden.
Die Aufgabe der Spieler ist es
- möglichst viele Gegner abzuschlagen
- die Gefangenen aus der eigenen Mannschaft zu befreien
- über die Grundlinie der gegnerischen Mannschaft zu gelangen, ohne geschlagen worden zu sein.

Für erfolgreiche Spielzüge werden vom Schiedsrichter Punkte vergeben.
Im Spiel gilt es den Überblick zu behalten, welcher Spieler das Schlagrecht über welche anderen Spieler besitzt. Das Schlagrecht erhält ein Spieler in dem Augenblick, in dem er die Grundlinie der eigenen Mannschaft übertritt, sich also auf das Feld begibt. Es bezieht sich auf alle gegnerischen Spieler, die sich zu diesem Zeitpunkt bereits auf dem Spielfeld befinden. Das Schlagrecht wird komplett verloren, sobald ein Spieler sich zurück in Richtung der eigenen Mannschaft bewegt. Er kann es allerdings jederzeit erneuern, indem er hinter seine Grundlinie zurückkehrt und dann erneut das Spielfeld betritt.
Spieler, die abgeschlagen wurden, müssen sich der Reihe nach auf der gegnerischen Seite an den Rand des Spielfeldes legen. Die Gefangenen können dadurch wieder befreit werden, dass ein eigener Spieler die Hand des Gefangenen an der Spitze der Reihe berührt.
Gewonnen hat diejenige Mannschaft, welche als erstes eine festgelegte Punktzahl durch ihre Aktionen (Gefangene machen, Gefangene befreien, Durchlauf) erreicht hat.

## Varianten
Fahnenbarlauf kombiniert die Grundidee zusätzlich mit der Eroberung und Bewachung je einer Fahne durch die Mannschaften.